# Tamera Young
Tamera Young (ur. 30 października 1986 w Wilmington) – amerykańska koszykarka, występująca na pozycji niskiej skrzydłowej.
11 lutego 2021 zawarła umowę z Seattle Storm na czas obozu treningowego.

## Osiągnięcia
Stan na 28 stycznia 2022, na podstawie, o ile nie zaznaczono inaczej.
NCAA
- Uczestniczka rozgrywek turnieju NCAA (2007)
- Koszykarka roku konferencji Colonial Athletic Association (CAA – 2008)
- Zaliczona do:
  - I składu CAA (2006–2008)
  - składu honorable mention All-America (2008 przez Associated Press)

Drużynowe
- Mistrzyni Izraela (2012, 2014)[3]
- Wicemistrzyni Brazylii (2015)[4]
- Zdobywczyni:
  - pucharu Izraela (2012)[3]
  - superpucharu Izraela (2013)
- Finalistka pucharu Izraela (2014)

Indywidualne
(* – nagrody przyznane przez eurobasket.com, latinbasket.com)
- MVP pucharu Izraela (2012)
- Zaliczona do*:
  - I składu zawodniczek zagranicznych ligi brazylijskiej (2015)[4]
  - składu honrable mention ligi brazylijskiej (2015)[4]